# Jacques François
Jacques François (ur. 16 maja 1920 w Paryżu, zm. 25 listopada 2003 tamże) – francuski aktor filmowy i teatralny.

## Filmografia
- Kapitan Fracasse (1943) jako de Vidalenc
- Przygoda na Broadwayu (1949) jako Jacques Barredout
- Edward i Karolina (1951) jako Alain Beauchamp
- Pierwszy po Bogu (1951) jako doktor
- Trzej muszkieterowie (1953) jako Aramis
- Gdyby Wersal mógł mi opowiedzieć (1954) jako Louis de Rouvroy
- Wielkie manewry (1955) jako Rodolphe Chartier
- Przygoda Sherlocka Holmesa (1967) jako Sherlock Holmes
- Porwanie (1972) jako Lestienne
- Dzień Szakala (1973) jako Pascal
- Przygody rabina Jakuba (1973) jako generał, ojciec Alexandra
- Sekcja specjalna (1975) jako Maurice Gabolde, prokurator
- Czy zabiła? (1975) jako prefekt policji
- Zabawka (1976) jako redaktor de Blenac
- Cena strachu (1977) jako Lefèvre
- Panowie, dbajcie o żony (1978) jako prefekt
- Jestem nieśmiały, ale się leczę (1978) jako pan Henri
- Ty mnie trzymasz, ja cię trzymam za bródkę (1978) jako Aurélien Brucheloir
- Żandarm i kosmici (1979) jako pułkownik
- Żandarm i żandarmetki (1982) jako pułkownik
- Święty Mikołaj to śmieć (1982) jako farmaceuta
- Tysiąc miliardów dolarów (1982) jako Fred Great
- Prezent (1982) jako Jacques Loriol
- Afrykanin (1983) jako Patterson
- Kobieta, mężczyzna i dziecko (1983) jako Louis
- Do września (1984) jako pan Mauriac
- Cudza krew (1984) jako płk. Catelas
- Zatańczyć twista w Moskwie (1986) jako Maréchal Bassounov
- Trójkąt (1991) jako pan Challes, ojciec Nathalie
- Operacja Corned Beef (1991) jako gen. Masse
- Tashunga - Gwiazda Północy (1996) jako płk. Henry Johnson
- Mój mężczyzna (1996) jako drugi klient
- Goście, goście II – korytarz czasu (1998) jako Maurice, mąż Gisèle
- Król tańczy (2000) jako Jean de Cambefort